# Серебреник, Казимир Борисович
Казимир Борисович Серебреник (17 июля 1927; Киев, Украинская ССР, СССР — 14 октября 2009; Екатеринбург, Россия) — советский и российский артист-чтец, мастер художествнного слова, член Союза театральных деятелей Российской Федерации. Заслуженный артист РСФСР (1978), народный артист РСФСР (1986).

## Биография
Родился 17 июля 1927 года в Киеве в семье матери Берты и отца Бориса.
Во время Великой Отечественной войны вместе с семьёй эвакуировался в уральский город Сухой Лог и через три года переехал в Екатеринбург.
В 1945 году поступил на отделение художественного слова в студию эстрадного искусства при Свердловской Государственной филармонии, а в 1947 году завершил обучение в данной студии. С 1948 года по 1955 год учился в Уральском государственном университете имени М. Горького по специальности «русский язык и литература», после чего ему была присвоена квалификация филолога - учителя русского языка и литературы средней школы.
В 1949 году был зачислен чтецом в Свердловскую Государственную филармонию. Выступал со своими сольными концертами в различных городах СНГ и в других отдельных странах. Провёл свыше тысячи концертов для военнослужащих Красной армии. В 1990 году вышел на пенсию.
Ушёл из жизни 14 октября 2009 года в Екатеринбурге. Похоронен на Нижне-Исетском кладбище.

## Звания и награды
- Знак «Отличник культурного шефства над Вооружёнными Силами СССР» (1958, 1973).
- Знак Министерства культуры СССР «Отличник культурного шефства над селом» (1972).
- Заслуженный артист РСФСР (1978).
- Медаль «Ветеран труда» (1984).
- Народный артист РСФСР (1986).
- Лауреат премии Губернатора Свердловской области за выдающиеся достижения в области литературы и искусства (2004).
- Лауреат премии имени П. П. Бажова.
- Знак «50 лет в искусстве».